# Literaturarchiv der Österreichischen Nationalbibliothek
Das Literaturarchiv der Österreichischen Nationalbibliothek ist ein Spezialarchiv mit dem Schwerpunkt österreichische Literatur des 20. Jahrhunderts. Es gehört zu den acht Sammlungen der Österreichischen Nationalbibliothek und befindet sich im Michaelertrakt der Hofburg in Wien.

## Geschichte
Das Literaturarchiv der Österreichischen Nationalbibliothek wurde 1989 als Sondersammlung der Österreichischen Nationalbibliothek gegründet. Wendelin Schmidt-Dengler wurde 1996 zum Leiter des Literaturarchivs bestellt. Nach Schmidt-Denglers unerwartetem Tod wurde Bernhard Fetz Direktor des Literaturarchivs.

2010 wurde der offizielle Name von Österreichisches Literaturarchiv in Literaturarchiv der Österreichischen Nationalbibliothek geändert.

## Archivauftrag
Das Archiv sammelt literarische Vor- und Nachlässe österreichischer Autoren des 20. Jahrhunderts, insbesondere seit 1945, Archive von Literaturverlagen sowie Literaturzeitschriften und stellt diese zur wissenschaftlichen Auswertung bereit.
In seinem Service bietet es unter anderem auch ein Portal zu „Literaturzeitschriften in Österreich 1945–1990“ und in Kooperation mit zahlreichen Partnerinstitutionen ein „Verzeichnis der künstlerischen, wissenschaftlichen und kulturpolitischen Nachlässe in Österreich“ an. Das Archiv, das seine Materialien sukzessive in den „Österreichischen Verbundkatalog für Nachlässe, Autographen und Handschriften“ einarbeitet, weist sich außerdem durch eine rege Forschungs-, Publikations-, Veranstaltungs- und Ausstellungstätigkeit aus (beispielsweise seit 2005 durch die Wiener Ausgabe sämtlicher Werke und Briefe Ödön von Horváths unter der Leitung von Klaus Kastberger). Es ist zudem aktiv verbunden mit der Kommission Nachlassbearbeitung der „Vereinigung Österreichischer Bibliothekarinnen und Bibliothekare“ und maßgeblicher Partner von „KOOP-LITERA international“.
2022 wurde der literarische Nachlass von Thomas Bernhard für 2,1 Millionen Euro für das Österreichische Literaturarchiv erworben. Davon wurden 1,6 Millionen Euro vom Bundesministerium für Kunst, Kultur, öffentlichen Dienst und Sport getragen, 500.000 Euro übernahm die Nationalbibliothek.

## Nach- und Vorlässe (Auswahl)
Die Bedeutung des Literaturarchivs der Österreichischen Nationalbibliothek sei hier an einer kleinen Auswahl von Vor- und Nachlässen dokumentiert:
A–F
Peter Altenberg, Günther Anders, Ingeborg Bachmann, Thomas Bernhard, Heimito von Doderer, Erich Fried, Egon Friedell,
G–H
Elfriede Gerstl, Hermann Hakel, Peter Handke, Josef Haslinger, Friedrich Heer, Ödön von Horváth,
I–K
Lotte Ingrisch, Ernst Jandl, Walter Kappacher, Alfred Kolleritsch, Laszlo Krasznahorkai, Alfred Kubin, Ruth Klüger,
L–Q
Friederike Mayröcker, Robert Menasse, Robert Michel, Robert Musil, Andreas Okopenko, Heidi Pataki,
R–S
Christoph Ransmayr, Elisabeth Reichart, Gerhard Roth, Gerhard Rühm, Margit Schreiner, Manès Sperber, Hilde Spiel, Marlene Streeruwitz
T–Z
Adrienne Thomas, Trude Waehner, Oswald Wiener, Dorothea Zeemann, Bertha Zuckerkandl.

## Verlagsarchive
Im Literaturarchiv der Österreichischen Nationalbibliothek befinden sich die Verlagsarchive der edition neue texte, des Literaturverlags Droschl, des Milena Verlags und des Paul Zsolnay Verlags. Außerdem werden unter anderem das Redaktionsarchiv von Literatur und Kritik, das Vereinsarchiv der Grazer Autorinnen Autorenversammlung, ein Teilarchiv des Österreichischen Kunstsenats und eine Dokumentation zum Österreich Schwerpunkt der Frankfurter Buchmesse 1995 betreut.